# ファツヘデラ
ファツヘデラ（学名 : ×Fatshedera lizei）とはウコギ科の植物の一種。ヤツデ（Fatsia japonica）とセイヨウキヅタ（アイビー、 Hedera helix）の属間交雑で作出されたもので観葉植物として栽培される。ファトス、ハトス、ファトスヘデラ、ハトスヘデラなどということがある。和名はツタヤツデ。
小型のヤツデのような葉をしており、斑入りのものと斑なしのものがある。